# Juan del Río

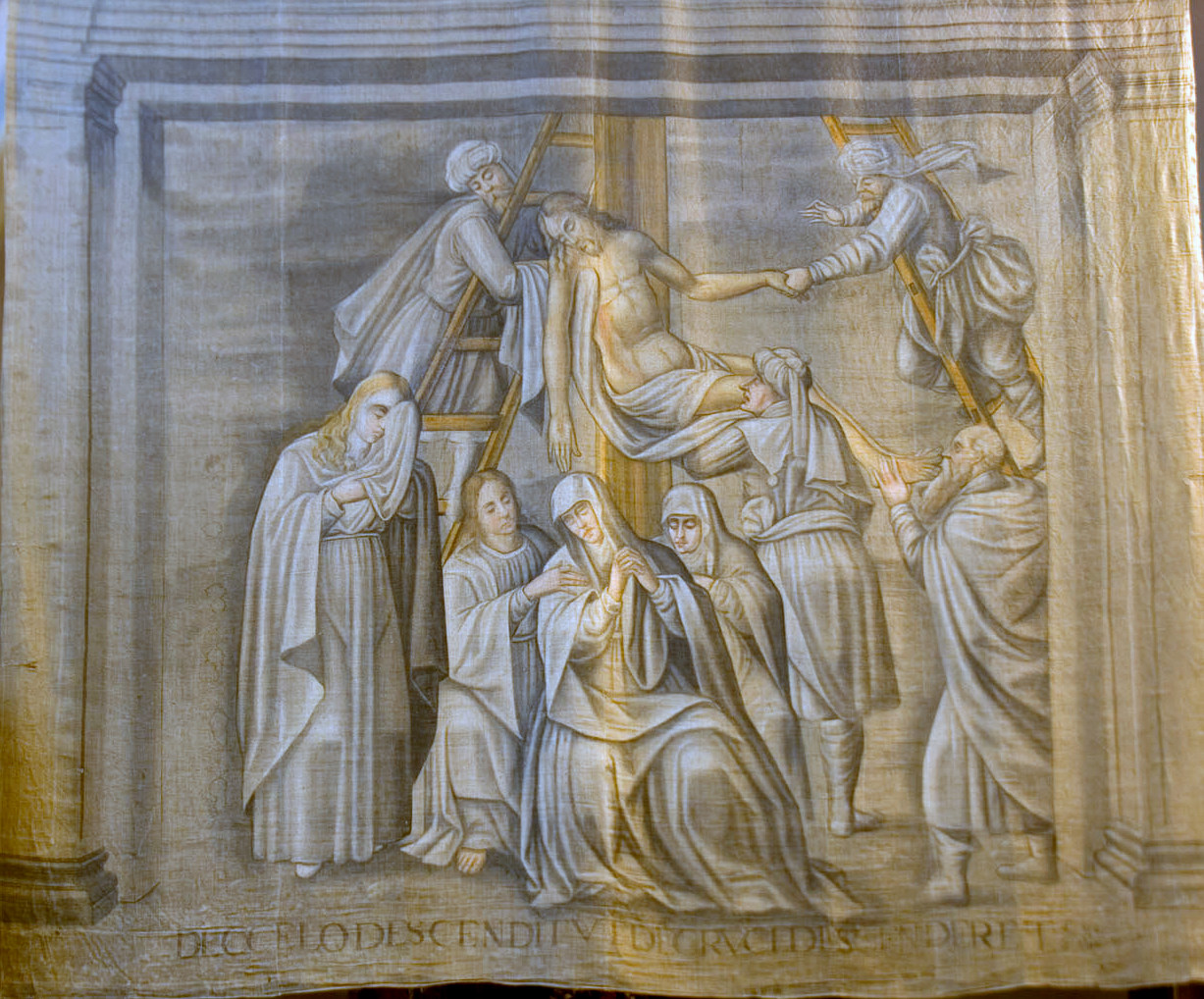
Descendimiento de la cruz, temple sobre sarga, 400 x 430 cm, iglesia de la Santa Cruz, Garcillán (Segovia). Inscripción: de celo descendit vt de crvce / descenderet

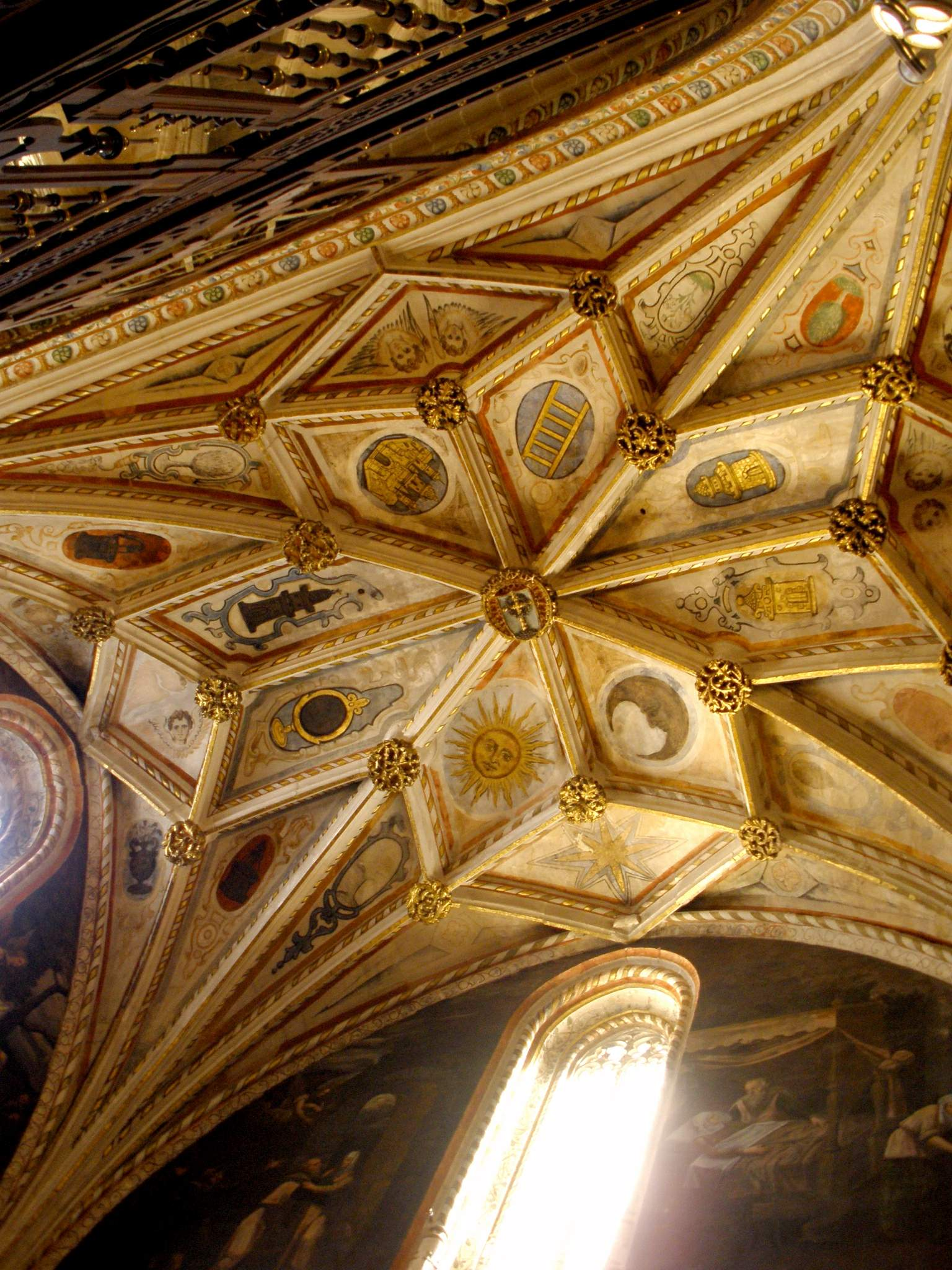
Catedral de Segovia. Bóveda de la capilla de la Inmaculada Concepción. 1622.

Juan del Río (c. 1555-1623) fue un pintor y dorador tardomanierista español activo en Segovia.

## Biografía y obra
Vecino de Segovia, se formó con Alonso Castellanos, pintor del que existe abundante documentación pero ninguna obra conservada. Por diferencias económicas con su maestro abandonó Segovia en 1575, pero a la muerte de Castellanos, en 1577, volvió a la ciudad y entró en negociaciones matrimoniales con su viuda, finalmente no consumadas. Trabajó también como oficial de Alonso de Herrera, antes de empezar a contratar obra de forma independiente en 1581. La relación con Herrera, no obstante, no se vio interrumpida como se comprueba años más tarde, en 1611, cuando Juan del Río salió fiador de Herrera en la contratación del retablo mayor de la iglesia de San Juan de Santibáñez de Valcorba en la comunidad de Villa y Tierra de Cuéllar.
Se han conservado abundantes noticias de su actividad, muy variada, en la que se incluyen, junto con la pintura historiada, el dorado y estofado de retablos y rejas, la pintura mural y sobre sarga y las decoraciones efímeras, aunque casi todo se ha perdido. Entre esas obras documentadas y perdidas se pueden citar la pintura de Nuestra Señora de la Concepción que ocupaba el retablo de la ermita de La Losa en El Espinar, obra contratada en 1581, o la pintura, dorado y estofado del retablo mayor de Nuestra Señora de Madrona, contratado en 1584, que incluía seis tableros historiados, y el retablo de la ermita del Humilladero de Cantimpalos, acabado en 1599.
La iglesia de la Santa Cruz de Garcillán conserva once sargas, siete con historias de la Pasión y cuatro con los evangelistas, procedentes del convento del Corpus Christi de Segovia, que en julio de 1587 contrató con el pintor la hechura de quince paños con destino al monumento de Jueves Santo por valor de ciento veinte ducados, que podían llegar a ciento treinta si la abadesa del convento daba su conformidad al trabajo hecho. En mediocre estado de conservación y pintadas en grisalla, con gruesos contornos, solo las anima la utilización de un color amarillento en cabellos y barbas conforme a lo establecido en el contrato que estipulaba que rostros, manos y pies fuesen encarnados y lo demás en blanco y negro.
El 13 de octubre de 1611 contrató la labor de pintura del túmulo que se había de levantar en la catedral de Segovia con motivo de las honras fúnebres por la reina Margarita de Austria, aunque su trabajo en esta obra efímera parece limitarse, según las escrituras, a la pintura en papel de los escudos de la reina y de la ciudad. Por encargo del Cabildo de la catedral doró también en 1611 la reja de la  capilla de Santiago y en 1622 se hizo cargo del dorado y pintura de la bóveda de la capilla de la Inmaculada Concepción, donde pintó entre las nervaduras los símbolos de las letanías que son, junto con los paños de Garcillán, lo único de su mano conservado.
Otorgó testamento en Segovia el 29 de diciembre de 1623.